# Países Bajos en la Copa Mundial de Fútbol de 1998

## Clasificación

### Grupo 7
| Pos. | Equipo       | Pts. | PJ | G | E | P | GF | GC | Dif. | Clasificación |     | NED | BEL | TUR | WAL | SMR |
| ---- | ------------ | ---- | -- | - | - | - | -- | -- | ---- | ------------- | --- | --- | --- | --- | --- | --- |
| 1    | Países Bajos | 19   | 8  | 6 | 1 | 1 | 26 | 4  | +22  | Clasificado   |     | —   | 3–1 | 0–0 | 7–1 | 4–0 |
| 2    | Bélgica      | 18   | 8  | 6 | 0 | 2 | 20 | 11 | +9   | Segunda Ronda |     | 0–3 | —   | 2–1 | 3–2 | 6–0 |
| 3    | Turquía      | 14   | 8  | 4 | 2 | 2 | 21 | 9  | +12  |               |     | 1–0 | 1–3 | —   | 6–4 | 7–0 |
| 4    | Gales        | 7    | 8  | 2 | 1 | 5 | 20 | 21 | −1   |               | 1–3 | 1–2 | 0–0 | —   | 6–0 |     |
| 5    | San Marino   | 0    | 8  | 0 | 0 | 8 | 0  | 42 | −42  |               | 0–6 | 0–3 | 0–5 | 0–5 | —   |     |

 Fuente: 

## Jugadores
| #  | Nombre                   | Posición      | Club                |
| -- | ------------------------ | ------------- | ------------------- |
| 1  | Edwin Van der Sar        | Portero       | Ajax Ámsterdam      |
| 2  | Michael Reiziger         | Defensa       | FC Barcelona        |
| 3  | Jaap Stam                | Defensa       | PSV Eindhoven       |
| 4  | Frank de Boer            | Defensa       | Ajax Ámsterdam      |
| 5  | Arthur Numan             | Defensa       | PSV Eindhoven       |
| 6  | Wim Jonk                 | Mediocampista | PSV Eindhoven       |
| 7  | Ronald de Boer           | Mediocampista | Ajax Ámsterdam      |
| 8  | Dennis Bergkamp          | Delantero     | Arsenal FC          |
| 9  | Patrick Kluivert         | Delantero     | AC Milan            |
| 10 | Clarence Seedorf         | Mediocampista | Real Madrid         |
| 11 | Phillip Cocu             | Mediocampista | PSV Eindhoven       |
| 12 | Boudewijn Zenden         | Mediocampista | PSV Eindhoven       |
| 13 | Andre Ooijer             | Defensa       | PSV Eindhoven       |
| 14 | Marc Overmars            | Delantero     | Arsenal FC          |
| 15 | Winston Bogarde          | Defensa       | FC Barcelona        |
| 16 | Edgar Davids             | Mediocampista | Juventus FC         |
| 17 | Pierre van Hooijdonk     | Delantero     | Nottingham Forest   |
| 18 | Ed de Goey               | Portero       | Chelsea FC          |
| 19 | Giovanni van Bronckhorst | Mediocampista | Feyenoord Rotterdam |
| 20 | Aron Winter              | Mediocampista | Inter de Milán      |
| 21 | Jimmy Floyd Hasselbaink  | Delantero     | Leeds United FC     |
| 22 | Ruud Hesp                | Portero       | FC Barcelona        |
| DT | Guus Hiddink             |               |                     |

## Participación

### Grupo E
| Equipo        | Pts | PJ | PG | PE | PP | GF | GC | Dif |
| ------------- | --- | -- | -- | -- | -- | -- | -- | --- |
| Países Bajos  | 5   | 3  | 1  | 2  | 0  | 7  | 2  | 5   |
| México        | 5   | 3  | 1  | 2  | 0  | 7  | 5  | 2   |
| Bélgica       | 3   | 3  | 0  | 3  | 0  | 3  | 3  | 0   |
| Corea del Sur | 1   | 3  | 0  | 1  | 2  | 2  | 9  | -7  |

| 13 de junio de 1998, 21:00 | Países Bajos | 0:0     | Bélgica | Stade de France, Saint-Denis                                           |                                                                        |
|                            |              | Reporte |         | Asistencia: 77.000 espectadores Árbitro(s): Pierluigi Collina (Italia) | Asistencia: 77.000 espectadores Árbitro(s): Pierluigi Collina (Italia) |

| 20 de junio de 1998, 21:00 | Países Bajos                                                                | 5:0 (2:0) | Corea del Sur | Stade Vélodrome, Marsella                                            |                                                                      |
|                            | Cocu 37' · Overmars 41' · Bergkamp 71' · van Hooijdonk 80' · R. de Boer 83' | Reporte   |               | Asistencia: 55.000 espectadores Árbitro(s): Ryszard Wójcik (Polonia) | Asistencia: 55.000 espectadores Árbitro(s): Ryszard Wójcik (Polonia) |

| 25 de junio de 1998, 16:00 | Países Bajos             | 2:2 (2:0) | México                       | Stade Geoffroy-Guichard, Saint-Étienne                                          |                                                                                 |
|                            | Cocu 4' · R. de Boer 18' | Reporte   | Peláez 75' · Hernández 90+4' | Asistencia: 30.600 espectadores Árbitro(s): Abdul Rahman Al Zaid (Arabia Saudi) | Asistencia: 30.600 espectadores Árbitro(s): Abdul Rahman Al Zaid (Arabia Saudi) |

### Octavos de final
| 29 de junio de 1998, 21:00 | Países Bajos                | 2:1 (1:0) | RF Yugoslavia   | Stade de Toulouse, Toulouse                                                   |                                                                               |
|                            | Bergkamp 38' · Davids 90+2' | Reporte   | Komljenović 48' | Asistencia: 33.500 espectadores Árbitro(s): José María García Aranda (España) | Asistencia: 33.500 espectadores Árbitro(s): José María García Aranda (España) |

### Cuartos de final
| 4 de julio de 1998, 16:30 | Países Bajos                | 2:1 (1:1) | Argentina | Stade Vélodrome, Marsella                                                 |                                                                           |
|                           | Kluivert 12' · Bergkamp 90' | Reporte   | López 17' | Asistencia: 55.000 espectadores Árbitro(s): Arturo Brizio Carter (México) | Asistencia: 55.000 espectadores Árbitro(s): Arturo Brizio Carter (México) |

### Semifinales
| 7 de julio de 1998, 21:00 | Brasil                              | 1:1 (1:1, 0:0) (t. s.)(4:2 p.) | Países Bajos                              | Stade Vélodrome, Marsella                               |                                                         |
|                           | Ronaldo 46'                         | Reporte                        | Kluivert 87'                              | Asistencia: 54 000 espectadores Árbitro(s): Ali Bujsaim | Asistencia: 54 000 espectadores Árbitro(s): Ali Bujsaim |
|                           |                                     | Tiros desde el punto penal     |                                           |                                                         |                                                         |
|                           | Ronaldo · Rivaldo · Emerson · Dunga |                                | F. de Boer · Bergkamp · Cocu · R. de Boer |                                                         |                                                         |

### Tercer puesto
| 11 de julio de 1998, 21:00 | Países Bajos | 1:2 (1:2) | Croacia                    | Parque de los Príncipes, París                                          |                                                                         |
|                            | Zenden 22'   | Reporte   | Prosinečki 14' · Šuker 36' | Asistencia: 45.500 espectadores Árbitro(s): Epifano González (Paraguay) | Asistencia: 45.500 espectadores Árbitro(s): Epifano González (Paraguay) |

### Participación de jugadores
| #  | Nombre                   | Posición      | PJ | Min |   | Asist | Tiros  | Faltas |   |   |
| -- | ------------------------ | ------------- | -- | --- | - | ----- | ------ | ------ | - | - |
| 2  | Michael Reiziger         | Defensa       | 4  | 326 | 0 | 0     | 0      | 5-3    | 2 | 0 |
| 3  | Jaap Stam                | Defensa       | 7  | 660 | 0 | 0     | 2      | 6-2    | 2 | 0 |
| 4  | Frank de Boer            | Defensa       | 7  | 660 | 0 | 2     | 1      | 1-5    | 0 | 0 |
| 5  | Arthur Numan             | Defensa       | 6  | 511 | 0 | 0     | 0      | 7-2    | 3 | 1 |
| 6  | Wim Jonk                 | Mediocampista | 7  | 470 | 0 | 2     | 3      | 4-2    | 1 | 0 |
| 7  | Ronald de Boer           | Mediocampista | 6  | 528 | 2 | 2     | 5      | 3-4    | 0 | 0 |
| 8  | Dennis Bergkamp          | Delantero     | 6  | 514 | 3 | 3     | 5      | 3-5    | 0 | 0 |
| 9  | Patrick Kluivert         | Delantero     | 4  | 382 | 2 | 0     | 12     | 7-2    | 0 | 1 |
| 10 | Clarence Seedorf         | Mediocampista | 4  | 258 | 0 | 0     | 3      | 1-1    | 1 | 0 |
| 11 | Phillip Cocu             | Mediocampista | 7  | 615 | 2 | 0     | 4      | 2-2    | 0 | 0 |
| 12 | Boudewijn Zenden         | Mediocampista | 4  | 202 | 1 | 0     | 1      | 3-2    | 0 | 0 |
| 13 | Andre Ooijer             | Defensa       | 0  | 0   | 0 | 0     | 0      | 0-0    | 0 | 0 |
| 14 | Marc Overmars            | Delantero     | 6  | 429 | 1 | 1     | 4      | 4-5    | 0 | 0 |
| 15 | Winston Bogarde          | Defensa       | 1  | 19  | 0 | 0     | 0      | 0-1    | 0 | 0 |
| 16 | Edgar Davids             | Mediocampista | 6  | 570 | 1 | 0     | 2      | 5-6    | 2 | 0 |
| 17 | Pierre van Hooijdonk     | Delantero     | 3  | 89  | 1 | 0     | 1      | 3-0    | 1 | 0 |
| 19 | Giovanni van Bronckhorst | Mediocampista | 0  | 0   | 0 | 0     | 0      | 0-0    | 0 | 0 |
| 20 | Aron Winter              | Mediocampista | 4  | 256 | 0 | 1     | 0      | 5-2    | 0 | 0 |
| 21 | Jimmy Floyd Hasselbaink  | Delantero     | 2  | 81  | 0 | 0     | 2      | 1-3    | 0 | 0 |
| #  | Nombre                   | Posición      | PJ | Min |   | Prom. | Atajos | Faltas |   |   |
| 1  | Edwin Van der Sar        | Portero       | 7  | 660 | 7 | 0     | 10     | 0-0    | 0 | 0 |
| 18 | Ed de Goey               | Portero       | 0  | 0   | 0 | 0     | 0      | 0-0    | 0 | 0 |
| 22 | Ruud Hesp                | Portero       | 0  | 0   | 0 | 0     | 0      | 0-0    | 0 | 0 |

| Predecesor: 1994 | Países Bajos 1998 | Sucesor: 2006 |

- Datos: Q1477720